# 32462 Janmitchener
32462 Janmitchener è un asteroide della fascia principale. Scoperto nel 2000, presenta un'orbita caratterizzata da un semiasse maggiore pari a 3,1648982 UA e da un'eccentricità di 0,1479897, inclinata di 0,90022° rispetto all'eclittica.